# Luisa Isabel Álvarez de Toledo
Luisa Isabel María del Carmen Cristina Rosalía Joaquina Álvarez de Toledo y Maura, conosciuta come La Duquesa Roja (La Duchessa Rossa) (Estoril, 21 agosto 1936 – Sanlúcar de Barrameda, 7 marzo 2008), è stata una nobildonna, scrittrice e storica spagnola, Grande di Spagna in quanto XXI duchessa di Medina Sidonia, XVII marchesa di Villafranca del Bierzo e XVIII marchesa de los Vélez.

Stemma del Duca di Medina Sidonia

A capo della Casa di Medina Sidonia, che vanta il primo ducato ereditario concesso dalla Corona di Castiglia nel 1445.

## Biografia

### Infanzia e gioventù
Luisa Isabel era figlia di Joaquín Álvarez de Toledo, XX duca di Medina Sidonia, e di María del Carmen Maura y Herrera, figlia di Julia de Herrera y Herrera, V contessa de la Mortera e di Gabriel Maura y Gamazo
Nata nell'agosto del 1936 a Estoril, dove la sua famiglia si era rifugiata durante la Guerra civile spagnola, nell'ottobre dello stesso anno si trasferì nella residenza di famiglia a Sanlúcar de Barrameda, dove visse per dieci sino alla morte di sua madre, passando poi sotto la tutela dei nonni materni.

### Primo matrimonio e discendenza
Il 16 luglio 1955 a Mortera sposò José Leoncio González de Gregorio y Martí, della famiglia dei conti di la Puebla de Valverde. La coppia ebbe tre figli:
- Leoncio Alonso González de Gregorio y Álvarez de Toledo (3 gennaio 1956), che ha ereditato i titoli materni;
- María del Pilar Leticia González de Gregorio y Álvarez de Toledo (10 gennaio 1957), XVI duchessa di Fernandina dalla riabilitazione del titolo nel 1993 (di nuovo revocato nel 2012).
- Gabriel Ernesto González de Gregorio y Álvarez de Toledo.

### Duchessa di Medina Sidonia
L'11 dicembre 1955, alla morte del padre, che non aveva lasciato testamento, fu dichiarata erede universale dei suoi beni e dei suoi titoli, con riconoscimento della corte giudiziaria del 10 aprile dell'anno successivo. Ereditò così alcuni tra i più antichi e prestigiosi titoli spagnoli:
- Ducato di Medina Sidonia, con Grandezza di Spagna;
- Marchesato di Villafranca del Bierzo, con Grandezza di Spagna;
- Marchesato de los Vélez, con Grandezza di Spagna;
- Contea di Niebla (già dal 1951 per cessione paterna);

Nel 1958 richiese la riabilitazione del ducato di Fernandina, rimasto vacante, ma le trattative non furono portate a termine a causa del suo esilio. Nel 1993 il ducato fu riabilitato per sua figlia Pilar. Non richiese, ma avrebbe potuto farlo, la riabilitazione del principato di Montalbán né la baronia di Molins de Rei.

### Attività politica e incarcerazione
Nel 1967 partecipò attivamente alla manifestazione in difesa degli agricoltori, che chiedevano un risarcimento per le contaminazioni dovute all'incidente nucleare di Palomares. Arrestata e processata, la duchessa fu rinchiusa nel carcere di Alcalá de Henares e liberata dopo otto mesi grazie all'amnista. A causa della pubblicazione del suo libro La Huelga, il Tribunale dell'Ordine Pubblico sentenziò un'altra condanna, ma la duchessa si rifugiò in Francia.
Sempre nel 1967 il regime franchista aveva iniziato delle trattative con Cuba per indennizzare gli spagnoli che detenevano delle proprietà nell'isola prima della rivoluzione. La duchessa, per eredità, era proprietaria degli immobili e delle azioni della Tropical, una delle principali aziende leader di produzione del paese. I negoziati andarono avanti dopo la transizione democratica, sotto i governi di Adolfo Suárez e Felipe González, ma quando la duchessa tornò dall'esilio, disse «Todo lo que quería decir de Cuba lo dije en 1965» in vari articoli in cui si dichiarò a favore della rivoluzione. Morto Franco, la duchessa tornò in Spagna e si stabilì di nuovo nel palazzo di famiglia a Sanlúcar de Barrameda, dove restò per il resto della vita.

### Fundación Casa Medina Sidonia
Nel 1983, alle nozze del figlio Leoncio, la duchessa conobbe Liliane Dahlmann, una testimone di nozze della sposa, con la quale iniziò una relazione sentimentale. Nel 1984 spostò l'archivio di famiglia da Madrid a Sanlúcar de Barrameda, nel Palazzo dei duchi di Medina Sidonia, iniziando a dedicarsi alla sua ricatalogazione. Nel 1990 fondò la Fundación Casa Medina Sidonia, dove riunì il suo patrimonio, dedicandosi alla ricerca storica.
Nel 2005 il marito le intentò la causa di divorzio, cui la duchessa non rispose e che il giudice approvò a causa degli effettivi anni di separazione.
Nel 2006 re Juan Carlos di Spagna le conferì la Medaglia d'oro al merito per le Belle Arti.
Il 7 marzo del 2008, poco prima di morire, la duchessa contrasse matrimonio in articulo mortis con la sua segretaria Liliane Dahlmann, con la quale ormai conviveva da più di vent'anni, diventando così la prima nobildonna di un grande casato spagnolo a contrarre nozze gay. Morì poche ore dopo, a causa di un cancro ai polmoni. Il suo corpo fu cremato e le sue ceneri sparse nei giardini del palazzo ducale.

## Ascendenza
|                                           |                              |                                                      | Genitori                                            |  |  | Nonni |  |  | Bisnonni                                  |  |  | Trisnonni                                          |  |
|                                           |                              |                                                      |                                                     |  |  |       |  |  | 8. José Joaquín Álvarez de Toledo y Silva |  |  | 16. Pedro de Alcántara Álvarez de Toledo y Palafox |  |
|                                           |                              |                                                      |                                                     |  |  |       |  |  | 8. José Joaquín Álvarez de Toledo y Silva |  |  | 16. Pedro de Alcántara Álvarez de Toledo y Palafox |  |
|                                           |                              | 17. Joaquina Maria del Pilar de Silva y Téllez-Girón |                                                     |  |  |       |  |  | 8. José Joaquín Álvarez de Toledo y Silva |  |  |                                                    |  |
| 4. Joaquín Álvarez de Toledo y Caro       |                              |                                                      |                                                     |  |  |       |  |  | 8. José Joaquín Álvarez de Toledo y Silva |  |  |                                                    |  |
|                                           |                              | 9. Rosalía Caro y Álvarez de Toledo                  | 18. Pedro Caro y Salas                              |  |  |       |  |  |                                           |  |  |                                                    |  |
|                                           |                              | 9. Rosalía Caro y Álvarez de Toledo                  | 18. Pedro Caro y Salas                              |  |  |       |  |  |                                           |  |  |                                                    |  |
|                                           |                              | 9. Rosalía Caro y Álvarez de Toledo                  | 19. María Tomasa Álvarez de Toledo y Palafox        |  |  |       |  |  |                                           |  |  |                                                    |  |
| 2. Joaquín Álvarez de Toledo y Caro       |                              | 9. Rosalía Caro y Álvarez de Toledo                  |                                                     |  |  |       |  |  |                                           |  |  |                                                    |  |
|                                           |                              | 10. Carlos Caro y Álvarez de Toledo                  | 20. Pedro Caro y Salas (= 18)                       |  |  |       |  |  |                                           |  |  |                                                    |  |
|                                           |                              | 10. Carlos Caro y Álvarez de Toledo                  | 20. Pedro Caro y Salas (= 18)                       |  |  |       |  |  |                                           |  |  |                                                    |  |
|                                           |                              | 10. Carlos Caro y Álvarez de Toledo                  | 21. María Tomasa Álvarez de Toledo y Palafox (= 19) |  |  |       |  |  |                                           |  |  |                                                    |  |
| 5. Rosalía Caro y Caro                    |                              | 10. Carlos Caro y Álvarez de Toledo                  |                                                     |  |  |       |  |  |                                           |  |  |                                                    |  |
|                                           |                              | 11. María de la Encarnación Caro y Gumucio           | 22. Ventura Caro y Caro                             |  |  |       |  |  |                                           |  |  |                                                    |  |
|                                           |                              | 11. María de la Encarnación Caro y Gumucio           | 22. Ventura Caro y Caro                             |  |  |       |  |  |                                           |  |  |                                                    |  |
|                                           |                              | 11. María de la Encarnación Caro y Gumucio           | 23. María del Carmen de Gumucio y Ugarte-Barrientos |  |  |       |  |  |                                           |  |  |                                                    |  |
| 1. Luisa Isabel Álvarez de Toledo y Maura |                              | 11. María de la Encarnación Caro y Gumucio           |                                                     |  |  |       |  |  |                                           |  |  |                                                    |  |
|                                           | 12. Antonio Maura y Montaner | 24. Bartolomé Maura y Gelabert                       |                                                     |  |  |       |  |  |                                           |  |  |                                                    |  |
|                                           | 12. Antonio Maura y Montaner | 24. Bartolomé Maura y Gelabert                       |                                                     |  |  |       |  |  |                                           |  |  |                                                    |  |
|                                           | 12. Antonio Maura y Montaner | 25. Margarita Montaner y Llampayes                   |                                                     |  |  |       |  |  |                                           |  |  |                                                    |  |
| 6. Gabriel Maura y Gamazo                 | 12. Antonio Maura y Montaner |                                                      |                                                     |  |  |       |  |  |                                           |  |  |                                                    |  |
|                                           |                              | 13.Constancia Gamazo y Calvo                         | 26. Timoteo Gamazo y Sanz                           |  |  |       |  |  |                                           |  |  |                                                    |  |
|                                           |                              | 13.Constancia Gamazo y Calvo                         | 26. Timoteo Gamazo y Sanz                           |  |  |       |  |  |                                           |  |  |                                                    |  |
|                                           |                              | 13.Constancia Gamazo y Calvo                         | 27. Estefanía Calvo y del Caño                      |  |  |       |  |  |                                           |  |  |                                                    |  |
| 3. María del Carmen Maura y Herrera       |                              | 13.Constancia Gamazo y Calvo                         |                                                     |  |  |       |  |  |                                           |  |  |                                                    |  |
|                                           |                              | 14. Ramón de Herrera y Gutiérrez                     | 28. Pedro de Herrera y Sancibrián                   |  |  |       |  |  |                                           |  |  |                                                    |  |
|                                           |                              | 14. Ramón de Herrera y Gutiérrez                     | 28. Pedro de Herrera y Sancibrián                   |  |  |       |  |  |                                           |  |  |                                                    |  |
|                                           |                              | 14. Ramón de Herrera y Gutiérrez                     | 29. María Gutiérrez y Herrera                       |  |  |       |  |  |                                           |  |  |                                                    |  |
| 7. Julia de Herrera y Herrera             |                              | 14. Ramón de Herrera y Gutiérrez                     |                                                     |  |  |       |  |  |                                           |  |  |                                                    |  |
|                                           |                              | 15. Manuela de Herrera y Sosa                        | 30. Cosme de Herrera y Sancibrián                   |  |  |       |  |  |                                           |  |  |                                                    |  |
|                                           |                              | 15. Manuela de Herrera y Sosa                        | 30. Cosme de Herrera y Sancibrián                   |  |  |       |  |  |                                           |  |  |                                                    |  |
|                                           |                              | 15. Manuela de Herrera y Sosa                        | 31. Juliana de Sosa y Marcos                        |  |  |       |  |  |                                           |  |  |                                                    |  |
|                                           |                              | 15. Manuela de Herrera y Sosa                        |                                                     |  |  |       |  |  |                                           |  |  |                                                    |  |